# 蓬莱路 (上海)
蓬莱路，是上海市黄浦区老城厢区域的一条主要东西向道路，以上海老城厢中部曾经的道观蓬莱道院命名，建于1906年。该路为填河筑路，走向大致等同于老城厢内的半段泾、杨家桥浜、运粮河浜。现存长度773米，西起中华路接安澜路，东止鸳鸯厅弄。
上海特别市临时政府曾驻在该路上，该遗址现已列入黄浦区文物保护单位名录。上海曾有蓬莱区这一区划，也是因该道路得名，该区1945年建立，1958年划入浦东部分区域，1960年撤销。